# Likaon pstry
Likaon pstry, likaon, simir (Lycaon pictus) – gatunek drapieżnego ssaka z rodziny psowatych, zaliczany do reliktowej linii psowatych, dawniej występujący na prawie całym kontynencie afrykańskim, łącznie z Saharą, a w starożytności także na Bliskim Wschodzie aż po Babilonię. Obecnie jest jednym z najrzadszych dużych mięsożerców. Likaon ma bardzo silny instynkt stadny, który sprawia, że żyje i poluje w dużych watahach. Jest bardzo wytrzymałym drapieżnikiem – może gonić ofiarę przez wiele kilometrów. Najchętniej poluje na antylopy. Żywi się głównie mięsem, czasami dietę uzupełnia pokarmem roślinnym. Blisko spokrewniony z cyjonem rudym (Cuon alpinus), jest jednak od niego trochę większy. Jego główni wrogowie to lwy (które często zabijają likaony) i krokuty cętkowane. Inteligencją dorównują wilkom, natomiast przewyższają je stopniem rozwoju zachowań społecznych. Są najbardziej skutecznymi łowcami dużych zwierząt wśród wszystkich ssaków. Obecnie poświęca się coraz więcej uwagi tym bardzo zagrożonym ssakom drapieżnym Afryki (drugi na liście zwierząt zagrożonych ssak drapieżny Afryki – zob. kaberu etiopski).

## Występowanie i środowisko
Likaon zamieszkuje suche obszary na południe od Sahary. Występuje w Etiopii, Erytrei, Botswanie, Namibii, Somalii, Sudanie Południowym, południowym Czadzie, wschodniej Nigerii, Demokratycznej Republice Konga, Kenii, Tanzanii, Angoli, Zambii, Zimbabwe i RPA. Unika wszelkich lasów, jest typowym zwierzęciem otwartych terenów. Zamieszkuje zarośla akacjowe, półpustynie, sawanny drzewiaste, busz, niekiedy pojawia się na obszarach bardziej górzystych, jednak jego główne siedlisko stanowią sawanny trawiaste bogate w duże ssaki roślinożerne takie jak gnu czy zebry.

## Ewolucja i systematyka
Likaon to obecnie jedyny przedstawiciel rodzaju Lycaon. Jest przedstawicielem reliktowej fauny afrykańskiej występującej niegdyś na obszarze Eurazji. Zapis kopalny dowodzi, że przodkowie likaona istnieli już w pliocenie na obszarze Azji i Europy, zaś we wczesnym plejstocenie (ok. 1,8 mln lat temu) występowały także na obszarze Afryki.

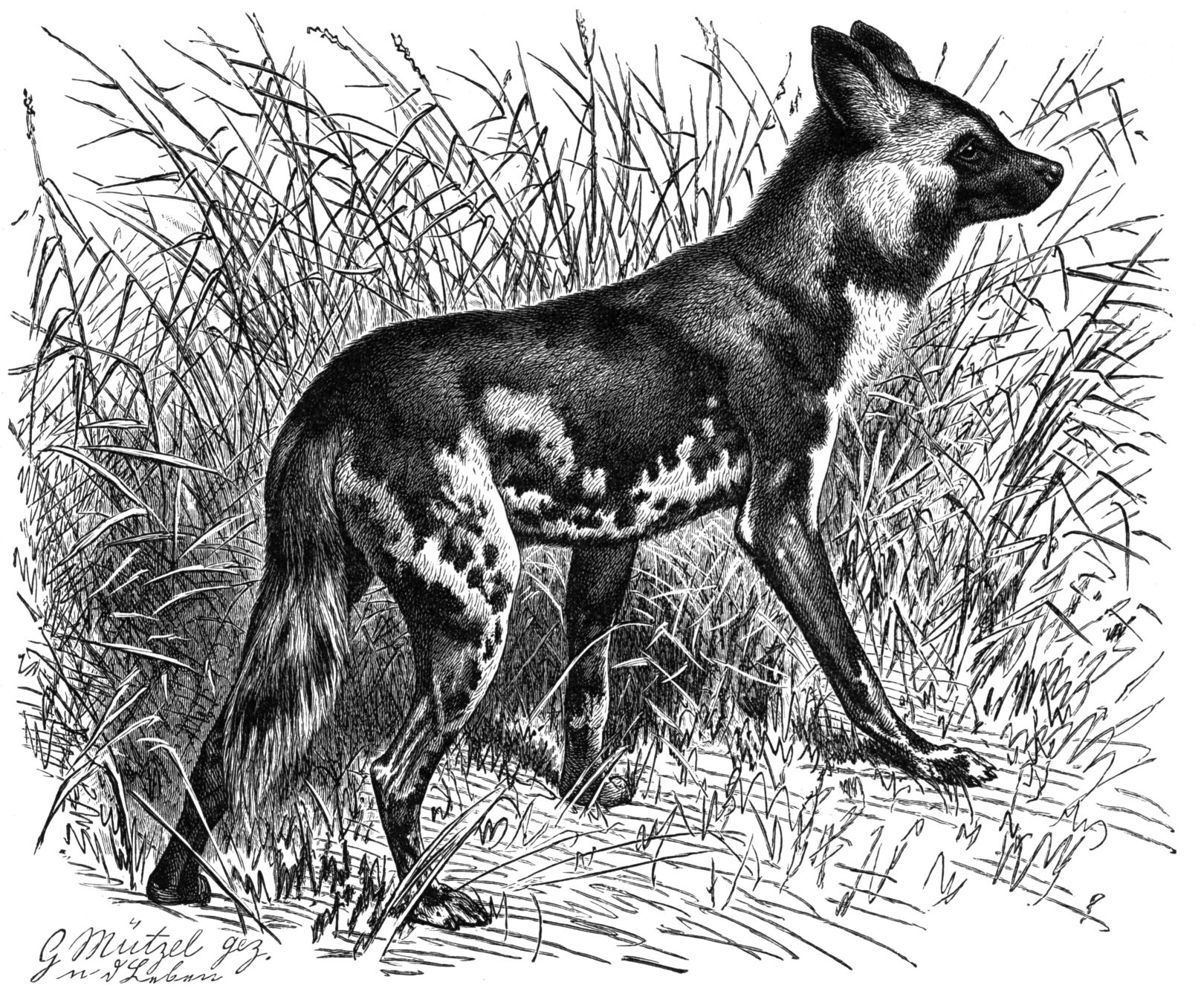

Pierwotni plioceńscy przodkowie byli psami o słabo rozwiniętych łamaczach. Stopniowa modyfikacja zębów pozwoliła na wykształcenia się dzisiejszego uzębienia likaona o szerokich, ostrych łamaczach. Mimo to kopalne zapisy dotyczące przodków likaona są bardzo ubogie, w przeciwieństwie do innych znanych drapieżników np. lwów czy wilków. We wschodniej Afryce na drodze anagenezy, czyli transformacji filetycznej, powstał gatunek Lycaon pictus (likaon zwany simirem lub dzikim psem afrykańskim). Prawdopodobnie najbliższego wspólnego przodka likaon miał z cyjonem rudym (Cuon alpinus), nie wiadomo jednak kiedy nastąpiło rozdzielenie się gałęzi drzewa kladystycznego obydwu gatunków (Pietrzak, 2007). Nieco dalszymi krewnymi likaona są również afrykańskie pierwotne szakale pręgowane i czaprakowe należące do osobnych podrodzajów rodzaju Canis oraz inni przedstawiciele tego rodzaju na czele z wilkiem szarym.
Likaon wcześniej był klasyfikowany do podrodziny Simocyoninae razem z cyjonem i pakożerem leśnym. Ostatnie badania mitochondrialnego DNA (1993) dowiodły bliskie pokrewieństwo z psowatymi z rodzajów Canis, Cuon, Cerdocyon, Atelocynus, Dusicyon i Lycalopex.
Obecnie likaona zalicza się do podrodziny Caninae, plemienia Canini. Niekiedy wydzielano likaona wraz z cyjonem w podplemię Simocyonina (Pietrzak, 2007). Ostatnio przeważa pogląd, że likaona należy zaliczyć do podplemienia Canina, razem z psami Canis i cyjonem. Wiele zachowań, struktura społeczna i rozrodcza jest podobna jak u cyjona i wilka szarego. Tak jak wszystkie psowate z rodzaju Canis, likaon posiada 78 chromosomów diploidalnych.

## Charakterystyka
Jest to zwierzę o harmonijnej budowie ciała, o dużych, szerokich, zaokrąglonych uszach z krótkim zwężającym się ku końcu pyskiem. Posiada szczupłą sylwetkę o długich i smukłych kończynach. Ma wąską, ale pojemną i silną klatkę piersiową oraz dobrze rozbudowaną część nosową pyska, także dobrze rozwinięty zmysł powonienia i słuchu. Pysk i zewnętrzne części uszu czarne. Poprzez czoło rozciąga się czarna pręga.

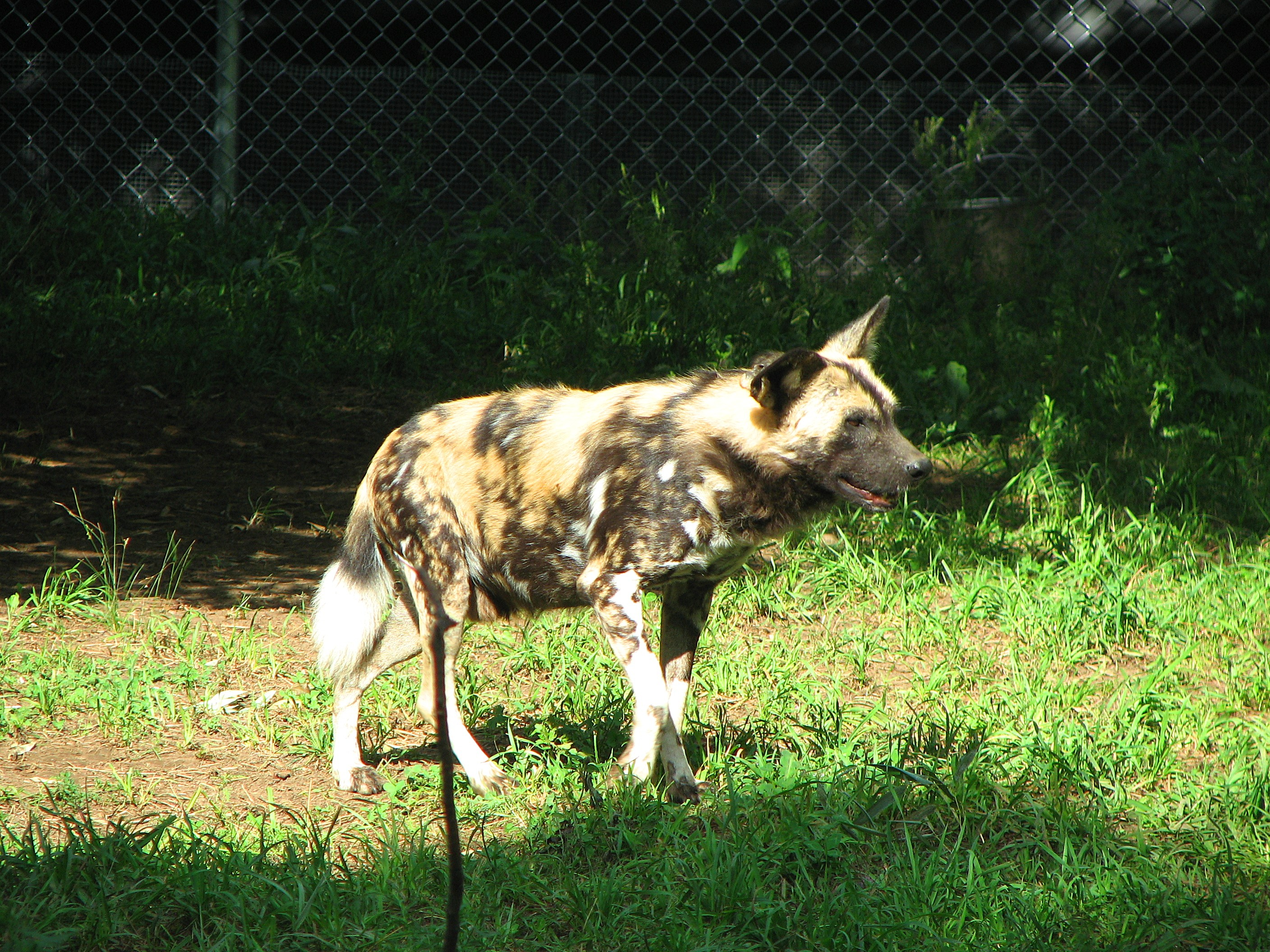
Likaon

Charakterystyczna jest czarno-brunatna sierść w białe i rudawe plamy oraz puszysty ogon z białą końcówką. Każdy osobnik ma inny układ łat na ciele, więc nie ma dwóch takich samych likaonów. Przez jego krótką i rzadką sierść w niektórych miejscach prześwituje różnobarwna skóra także warunkująca indywidualną barwę sierści poszczególnych członków stada.
Taka budowa likaona (m.in. krótka sierść i duże uszy) jest jednym z przystosowań do życia w podrównikowych terenach trawiastych i pozwala szybko wydalać ciepło z organizmu podczas długotrwałego biegu za zdobyczą.
Likaon waży przeciętnie 17–36 kg. Samce są większe od samic o około 3–7%. Masa ciała zmienna, w zależności od dostępnego pokarmu. Szczenięta są czarne z niektórymi białymi częściami. Likaon w przeciwieństwie do innych psów nie posiada piątego szczątkowego palca na przednich kończynach. Wydziela silny, piżmowy zapach. Samice mają 12–14 sutków. Likaon posiada szeroką, zaokrągloną czaszkę z szerokim łukiem jarzmowym, potężnymi łamaczami, dużymi kłami i silnym zgryzem. Cechą charakterystyczną są szerokie i duże zęby trzonowe przystosowane do kruszenia kości oraz duży grzebień potyliczny stanowiący przyczep dla silnych mięśni karku, podobnie jak u hien.

### Wielkość
- Wysokość: 61-79cm[9]
- Długość ciała: 75-100 cm[9]
- Długość ogona: 30–41 cm[10]
- Masa ciała: 17–36 kg[9]

## Tryb życia i zachowanie
Likaony prowadzą głównie dzienny tryb życia. Watahy afrykańskich likaonów liczą od 10 do 60 osobników, są to największe stada jakie tworzą ssaki drapieżne. Społeczeństwo likaonów jest silnie ze sobą powiązane, występuje hierarchia osobników. Wszyscy członkowie stada śpią, rozmnażają się i polują zawsze razem. Grupie przewodzi dominująca para, a hierarchia jest osobna dla samców, osobna dla samic.

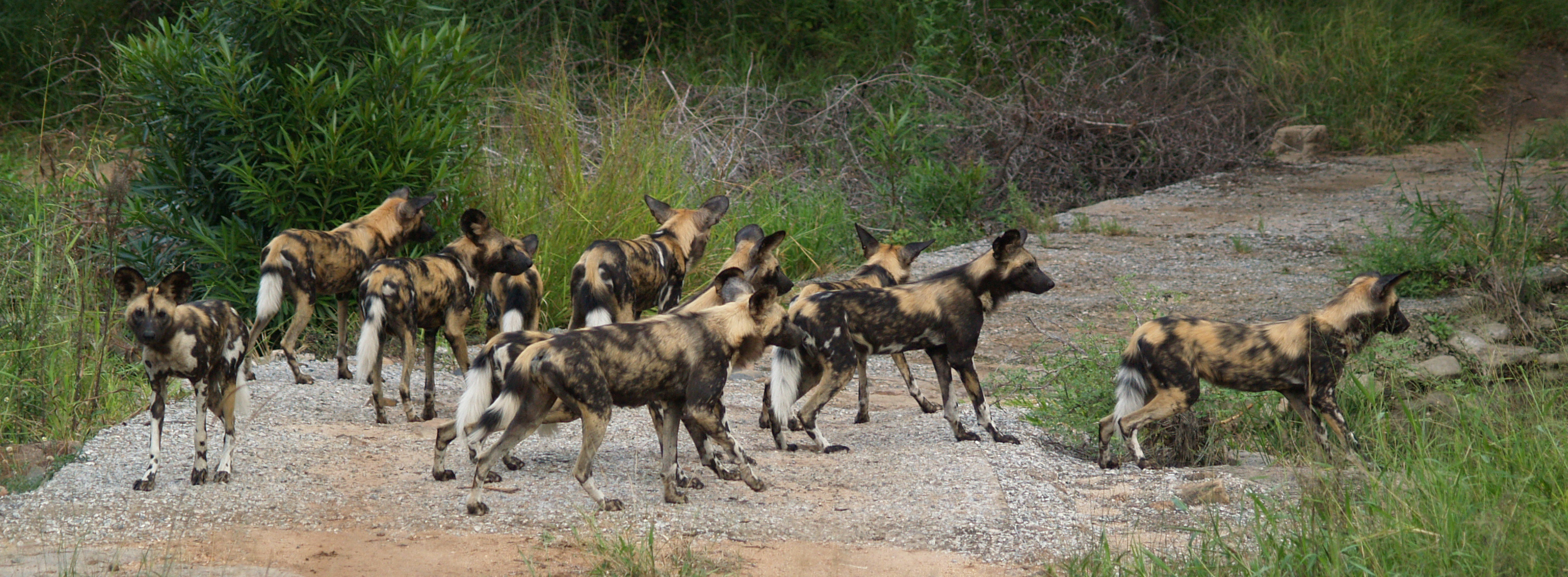
Wataha likaonów

Przewodnikiem stada jest zazwyczaj stary doświadczony samiec. Areały jednego stada mogą liczyć ponad 4000 km², mimo to likaony nie są aż tak terytorialne jak inne ssaki drapieżne.
Wieloletnie badania pokazują, że w stadzie likaonów hierarchia jest bardzo wyraźna, łatwiej zauważalna wśród samic niż samców. Ceremonia pozdrowień przed polowaniem jest uderzająco podobna do obserwowanej u wilków szarych. W przeciwieństwie do wilków przez wiele lat nie obserwowano między likaonami walk o pożywienie w czasie wspólnego jedzenia. Dzięki wieloletnim skrupulatnym badaniom dowiedziono, że dość wyraźnie zaznacza się podział osobników przy jedzeniu.
Oto jeden z przykładów o hierarchicznym społeczeństwie likaonów:

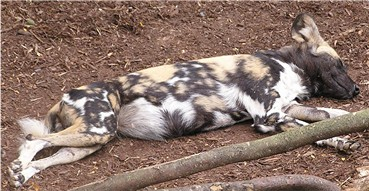
Śpiący likaon

"...przykłady notorycznej agresji wśród jedzących dorosłych likaonów wystąpiły w stadzie złożonym z czterech dorosłych osobników ... W ciągu pierwszych paru tygodni niższa rangą samica była ciągle odpędzana od każdej zdobyczy i często atakowana przez drugą samicę. W dodatku jeden lub dwa samce często przyłączały się do ataku dominantki, podobnie jak szczenięta, które łączyły się w ataku na przegrywającego w bójce. Jeśli tylko psy nie jadły, dominujący samiec bardzo często bronił podporządkowaną samicę przed atakami dominantki, wciskając się między obie samice i delikatnie odpychając dominantkę..." [Hugo van Lawick-Goodall; Jane van Lawick-Goodall, 1971]
Osobnik podporządkowany podkula ogon szybko nim machając, piszczy, obnaża zęby, szyję, kładzie się na ziemi oraz liże osobnika dominującego. Osobnik dominujący w tym wypadku stoi wyprostowany z ogonem uniesionym wysoko z dumną miną, nieraz obniża nieco głowę przysuwając ją ku ziemi.

### Pokarm i strategia polowania

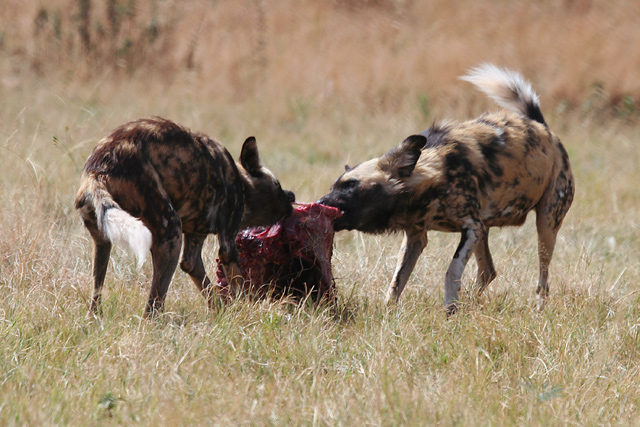
Dwa likaony rozrywające zdobycz

Likaon żywi się prawie wyłącznie mięsem. Zwierzęta te polują w grupach, często dwa razy dziennie a ich ofiarami padają impale, gazelopki sawannowe, gazelki masajskie, zebry, gnu oraz inne gatunki gazel i antylop. Likaon żywi się także drobnymi ssakami (np. gryzoniami), ptakami, a także owadami. Ofiary lokalizuje za pomocą węchu i wzroku. Likaony są wytrwałymi łowcami, potrafią biec do 5 km z prędkością 50 km/h. Najszybsze osobniki osiągają prędkość 65 km/h. Z taką prędkością doganiają większość swoich ofiar na dystansie 3 km. Gdy zbliżają się do ofiary każdy osobnik ma przydzieloną rolę w strategii polowania, następnie atakują wyczerpaną zdobycz chwytając za kark i gardło i natychmiast nadal żywe zwierzę jest rozrywane na kawałki. Po minucie zwierzę nie żyje a po kilkunastu minutach pozostają z niego tylko kości i kawałki skóry.
Blisko 80% wszystkich polowań kończy się sukcesem (podczas, gdy w przypadku lwów, uznawanych za najlepszych drapieżników, jest to tylko 30%).
W przeciwieństwie do przyjętych poglądów nie każde pojawienie się likaonów w pobliżu stada np. gnu wywołuje popłoch i panikę. Dopiero gdy likaony zbliżą się zanadto i zaczynają przyśpieszać wywołuje to pobudzenie u potencjalnej zdobyczy. Podczas polowania poszczególne likaony mogą gonić różne ofiary. Takie zachowanie ma na celu wyszukanie odpowiedniej zdobyczy i gdy taka zdobycz zostanie wybrana wszyscy członkowie stada zaczynają ścigać tylko jedną ofiarę.
Po zjedzeniu zdobyczy likaony wracają do stada i zwracają pokarm szczeniętom i opiekującym się nimi samicom. W przeciwieństwie do lwów i wilków likaony ustępują młodym pierwszeństwa w dostępie do pokarmu. Chore i kalekie osobniki, a także osierocone młode pozostają nadal pod opieką watahy.